# Guillermo Caraballo
Raúl Guillermo Sebastián Caraballo Acosta (9 de abril de 1975) es un abogado y político uruguayo perteneciente al Frente Amplio.

## Biografía
Egresado como abogado de la Universidad de la República en 2003.
Militante de la Vertiente Artiguista, durante la gestión como intendente de Julio Pintos se desempeñó en el área de Descentralización.
En las elecciones departamentales de 2015 fue elegido intendente del departamento de Paysandú para el periodo del 2015 al 2020.
En las elecciones departamentales de 2020 perdió la reelección ante Nicolás Olivera del Partido Nacional.